# Unité urbaine du Thillot
L'unité urbaine du Thillot est une unité urbaine française centrée sur les communes de Ramonchamp, Rupt-sur-Moselle et du Thillot dans le département des Vosges et la région Grand-Est.

## Données générales
En 2010, selon l'Insee, l'unité urbaine était composée de huit communes.
En 2020, à la suite d'un nouveau zonage, elle est composée des huit mêmes communes. 
En 2022, avec 14 503 habitants, elle représente la 4e unité urbaine du département des Vosges.
En 2021, sa densité de population s'élève à 76 hab/km2. Par sa superficie, elle représente 3,31 % du territoire départemental et, par sa population, elle regroupe 4,07 % de la population du département des Vosges.

## Composition selon la délimitation de 2020
Elle est composée des huit communes suivantes :
| Nom                       | Code Insee | Département | Statut       | Superficie (km2) | Population (dernière pop. légale) | Densité (hab./km2) | Modifier                                    |
| ------------------------- | ---------- | ----------- | ------------ | ---------------- | --------------------------------- | ------------------ | ------------------------------------------- |
| Ramonchamp                | 88369      | Vosges      | ville-centre | 15,74            | 1 817 (2022)                      | 115                | modifier les données · modifier les données |
| Rupt-sur-Moselle          | 88408      | Vosges      | ville-centre | 45,55            | 3 458 (2022)                      | 76                 | modifier les données · modifier les données |
| Le Thillot                | 88468      | Vosges      | ville-centre | 15,14            | 3 198 (2022)                      | 211                | modifier les données · modifier les données |
| Bussang                   | 88081      | Vosges      | banlieue     | 27,63            | 1 289 (2022)                      | 47                 | modifier les données · modifier les données |
| Ferdrupt                  | 88170      | Vosges      | banlieue     | 14,60            | 731 (2022)                        | 50                 | modifier les données · modifier les données |
| Fresse-sur-Moselle        | 88188      | Vosges      | banlieue     | 18,41            | 1 662 (2022)                      | 90                 | modifier les données · modifier les données |
| Le Ménil                  | 88302      | Vosges      | banlieue     | 20,38            | 984 (2022)                        | 48                 | modifier les données · modifier les données |
| Saint-Maurice-sur-Moselle | 88426      | Vosges      | banlieue     | 37,00            | 1 364 (2022)                      | 37                 | modifier les données · modifier les données |

## Démographie
| 1968   | 1975   | 1982   | 1990   | 1999   | 2009   | 2014   | 2021   |
| ------ | ------ | ------ | ------ | ------ | ------ | ------ | ------ |
| 18 169 | 19 014 | 18 562 | 17 345 | 16 867 | 16 188 | 15 429 | 14 694 |